# Stadio Pasquale Stanganelli
Lo Stadio Pasquale Stanganelli è un impianto sportivo di Gioia Tauro, che sorge ai lati della città. È la sede degli incontri casalinghi di calcio della Gioiese compagine militante in Serie D, ha una capienza di 7000 posti a sedere.
Secondo i criteri per le infrastrutture potrebbe ospitare le partite fino alla categoria di Serie B.
È l'unico stadio nella Città metropolitana di Reggio Calabria, insieme allo stadio Oreste Granillo, che dispone di un campo da calcio in erba naturale e di una pista di atletica leggera.

## Storia
I lavori di costruzione dello stadio iniziarono nel 1982, lungo la strada provinciale verso Rizziconi, la fine della realizzazione tardò di molti anni a causa di scioglimenti del comune molto spessi in quei anni. I lavori furono ultimati solamente nel 1999. Il nome dello stadio all'inaugurazione era "Stadio Polivalente di Gioia Tauro". La prima squadra a trasferirsi nel nuovo impianto della città fu la Gioiese 1918, quasi quattro anni dopo l'apertura, nel 2003.  La struttura totale dello stadio prevede due curve e due gradinate, per una capienza totale di 7000 posti omologati, e una pista di atletica adatta ai 3 000 siepi, dei parcheggi privati all'entrata dello stadio e fuori, ed anche due campi da tennis, situati dietro la curva ospiti.
Nel 2011 iniziarono i lavori di ristrutturazione dello stadio iniziati secondo l'iniziativa dell'allora sindaco di Gioia Tauro, Renato Bellofiore, affidato al comune. L'opera ha comportato alla realizzazione della copertura della tribuna, della barriera antivento, rimozione sostituzione e completamento del sistema di recinzione lato Ovest, box addetti stampa, riposizionamento condotta adduzione gas, nonché ulteriori lavorazioni relative a al parcheggio pubblico, alle aree di ingresso alla struttura, ai servizi igienici. Nello stesso anno, l'impianto denominato da allora "Polivalente" cambiò nome in "Pasquale Stanganelli", ex presidente della Gioiese.
Secondo i criteri per le Infrastrutture, lo stadio potrebbe ospitare persino gli incontri di Serie B.
Nel 2015 sono stati completati i lavori per la copertura, per la posa dei seggiolini nella tribuna principale.
Nel 2017, lo stadio è stato dichiarato non idoneo ad ospitare manifestazioni pubblice e le partite della Gioiese. Nel 2020 è stato considerato nuovamente agibile, e quindi è tornato ad ospitare gli incontri casalinghi della Gioiese. 
Nel marzo 2024 sono stati completati i lavori di ristrutturazione dello stadio, avviati all'inizio della stagione. La partita inaugurale nello stadio della Gioiese è stata la vittoria di una partita di Serie D contro il San Luca. 

## Intitolazione
Il nome originale dello stadio era "Stadio Polivalente di Gioia Tauro", nel 2011 furono avviate le procedure per cambiare l'intitolazione in "Stadio Pasquale Stanganelli", e nello stesso annò furono accettate. Pasquale Stanganelli fu un Presidente della delegazione zonale della FIGC di Gioia Tauro.

## Dati

### Campi di gioco
- Campo da calcio in tappeto erboso;
- Due Campi da tennis;
- Pista d'atletica attorno al campo;

### Settori
I settori dello stadio sono 3:
- Tribuna coperta;
- Gradinata scoperta;
- Gradinata (curva) scoperta (settore ospiti).